# Esperanto (Karl Bartos)
Esperanto è stato il primo album da solista di Karl Bartos sotto lo pseudonimo di Elektric Music, con la collaborazione iniziale di Lothar Manteuffel, già membro dei Rheingold; è stato pubblicato nel 1993. Il progetto Elektric Music nacque dopo il distacco di Karl Bartos dai Kraftwerk nel 1991 dopo più di 25 anni di militanza nella band tedesca. I brani Show Business e Kissing The Machine sono nati dalla collaborazione di Andy McCluskey degli OMD, che ha prestato la sua voce in queste due canzoni. Crosstalk e Overdrive sono state scritte insieme ad Emil Schult, già amico e associato dei Kraftwerk, che ha anche diretto la parte grafica dei primi album targati Elektric Music.
Circa la metà della canzoni riprendono lo stile dei Kraftwerk tendente al Synthpop, mentre le altre sono influenzate dalla techno a cavallo tra gli anni '80 e '90. Molti estimatori dei Kraftwerk furono insoddisfatti da questa influenza su Esperanto, mentre altri gridarono al capolavoro inaspettato.

## Tracce
1. TV (Bartos, Manteuffel) – 5:44
2. Show Business (Bartos, Manteuffel, McCluskey) – 3:20
3. Kissing The Machine (Bartos, McCluskey) – 5:05
4. Lifestyle (Bartos) – 4:46
5. Crosstalk (Bartos, Manteuffel, Schult) – 5:52
6. Information (Bartos) – 8:35
7. Esperanto (Bartos) – 4:41
8. Overdrive (Bartos, Schult) – 5:23